# Humberto Falla Lamadrid
Luis Humberto Falla Lamadrid (Olmos, 15 de abril de 1946-Chiclayo, 26 de febrero de 2022) fue un abogado y político peruano. Se desempeñó como congresista de la República en el periodo 2006-2011 y como diputado por Lambayeque en 1990 por el Partido Aprista Peruano.

## Biografía
Nació en Olmos, provincia de Lambayeque, el 15 de abril de 1946.
Cursó sus estudios primarios en su ciudad natal y los secundarios en Chiclayo.
En 1973 se mudó a Trujillo para cursar estudios superiores en la facultad de derecho de la Universidad Nacional de Trujillo egresando y obteniendo el título de abogado en 1979.

## Vida política
Ingresó en la política como militante del Partido Aprista Peruano.

### Diputado
Fue elegido en las elecciones generales de 1990 como diputado en representación de Lambayeque por el Partido Aprista Peruano, siendo el más votado de la región con 22,189 votos, para el periodo parlamentario 1990-1995. En 1992, su mandato se vio recortado por el golpe de Estado dado por el dictador Alberto Fujimori. Tentó su reelección en las elecciones de 1995 sin éxito.
En las elecciones regionales del 2002 postuló a la Presidencia Regional de Lambayeque sin tener buenos resultados.

### Congresista
En las elecciones generales del 2006 fue elegido congresista por Lambayeque, cargo que ocupó hasta el 2011.
Aquí ejerció como presidente de la Comisión Especial encargada de la elección de los Magistrados del Tribunal Constitucional y como vicepresidente de la Comisión de Relaciones Exteriores.
Culminando su gestión, intentó la reelección en las elecciones generales del 2011, sin embargo, no resultó reelegido.
En 2022, reapareció en la política como candidato al Tribunal Constitucional en la comisión presidida por José María Balcázar y no obtuvo éxito debido a su bajo puntaje.

## Fallecimiento
Falleció en Chiclayo el 26 de febrero de 2022 a los 76 años de edad.